# Unterdießen

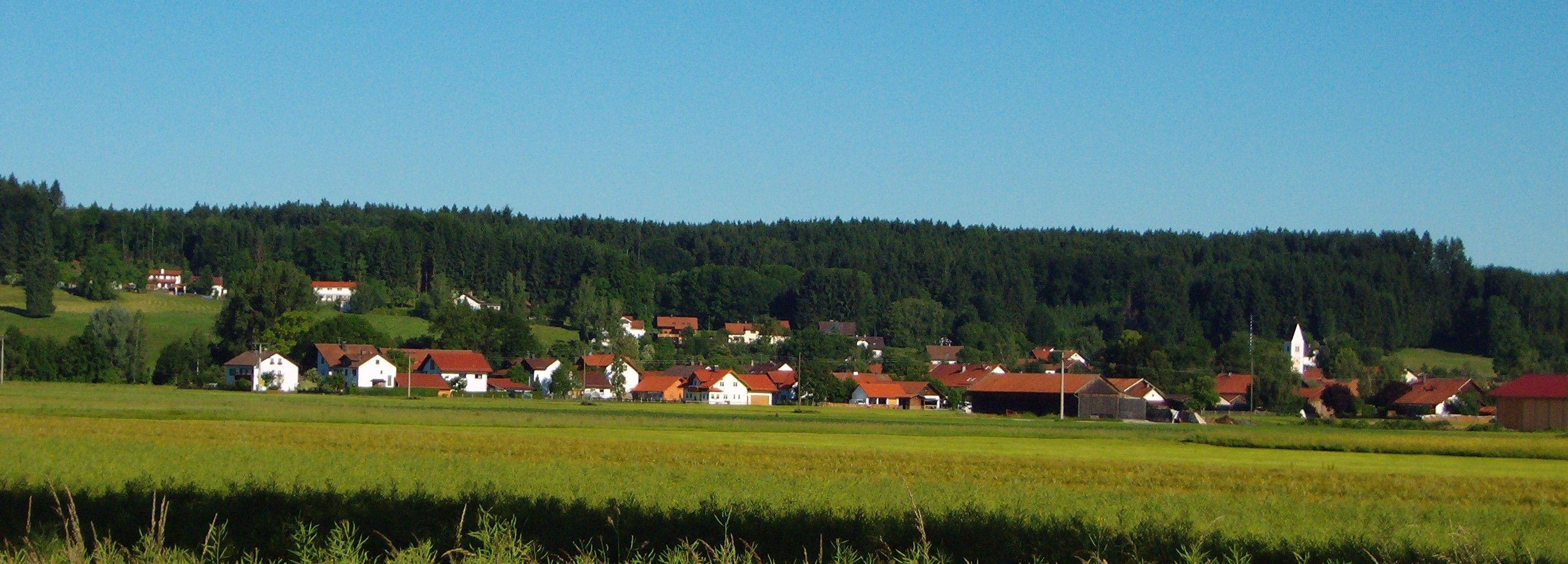
Dzielnica Oberdießen

Unterdießen – miejscowość i gmina w Niemczech, w kraju związkowym Bawaria, w rejencji Górna Bawaria, w regionie Monachium, w powiecie Landsberg am Lech, wchodzi w skład wspólnoty administracyjnej Fuchstal. Leży około 10 km na południe od Landsberg am Lech.

## Dzielnice
- Oberdießen
- Unterdießen
- Dornstetten

## Demografia
Dane o ludności z 31 grudnia 2008:
| Opis                                | Ogółem | Ogółem | Kobiety | Kobiety | Mężczyźni | Mężczyźni |
| ----------------------------------- | ------ | ------ | ------- | ------- | --------- | --------- |
| Jednostka                           | osób   | %      | osób    | %       | osób      | %         |
| Populacja                           | 1369   | 100    | 681     | 49,74   | 688       | 50,26     |
| Wiek przedprodukcyjny (0–17 lat)    | 311    | 22,72  | 160     | 11,69   | 151       | 11,03     |
| Wiek produkcyjny (18–65 lat)        | 855    | 62,45  | 420     | 30,68   | 435       | 31,78     |
| Wiek poprodukcyjny (powyżej 65 lat) | 203    | 14,83  | 101     | 7,38    | 102       | 7,45      |

## Polityka
Wójtem gminy jest Dietmar Loose z NL, wcześniej urząd ten obejmowała Monika Groner, rada gminy składa się z 12 osób.
|      | CSU/DG | NL | Razem |
| 2008 | 8      | 4  | 12    |
| 2002 | 8      | 4  | 12    |